# Europäisches CO2-Grenzausgleichssystem
Das europäische CO2-Grenzausgleichssystem (auch CO2-Grenzausgleichsmechanismus, englisch Carbon Border Adjustment Mechanism, kurz CBAM) ist ein Grenzausgleichsmechanismus im Rahmen der Klimapolitik der Europäischen Union. Der Grenzausgleich soll in bestimmten Wirtschaftssektoren, die vom EU-Emissionshandel umfasst sind, die Verlagerung von Treibhausgasemissionen in Nicht-EU-Länder verhindern. In diesen Drittländern entstehen zugleich Anreize, dort Emissionen zu verringern.

## Hintergrund
In der Europäischen Union ist die Bepreisung von CO2-Emissionen in den Sektoren Industrie und Energie mittels des EU-Emissionshandels (EU-EHS) ein zentrales Klimaschutzinstrument. Mit der Umsetzung des European Green Deal wird die Menge der im EU-Emissionshandel verfügbaren Zertifikate weiter verringert. Dadurch steigen die CO2-Preise und eine emissionsintensive Produktion innerhalb der EU ist mit höheren Kosten verbunden. Produzenten, die Waren in Drittländern mit einer weniger ambitionierten Klimapolitik herstellen, müssen diese Kosten nicht tragen. Sie können dadurch Wettbewerbsvorteile erlangen, wenn sie ihre Waren in die EU einführen. Es besteht die Gefahr, dass Produktion und damit auch Treibhausgasemissionen in Länder außerhalb der EU verlagert werden (→ Carbon Leakage).
Um das zu vermeiden, erhalten Unternehmen, die im internationalen Wettbewerb stehen, im EU-Emissionshandel kostenlos Zertifikate (EU-EHS-Zertifikate) zugeteilt. Die kostenlose Zuteilung verringert jedoch die Bereitschaft, auf weniger emissionsintensive Alternativen umzusteigen. Daher führt die EU mit dem Grenzausgleichsmechanismus ein System ein, das einen Ausgleich des CO2-Preises zwischen einheimischen Produkten und Einfuhren herstellt. Der Grenzausgleich soll nach und nach die kostenlose Zuteilung von EU-EHS-Zertifikaten ersetzen.

## Rechtsgrundlagen
Rechtsgrundlage für das europäische Grenzausgleichssystem ist die Verordnung (EU) 2023/956 des Europäischen Parlaments und des Rates vom 10. Mai 2023 zur Schaffung eines CO2-Grenzausgleichssystems, gelegentlich kurz CBAM-Verordnung genannt.
Die CBAM-Verordnung ermächtigt die Europäische Kommission, in Durchführungsbestimmungen Details zu regeln. Dazu gehören eine genauere Festlegung der Berechnung und Prüfungsgrundsätze grauer Emissionen, der Kommunikationsverfahren und Dokumentformate, der Anrechnung von in Drittstaaten bezahlten CO2-Preisen, des CBAM-Registers, der Zulassung von CBAM-Anmeldern, der Berechnung der CBAM-Zertifikatpreise oder der Berücksichtigung kostenlos zugeteilter EU-EHS-Zertifikate.

## Ausarbeitung und Verabschiedung

### Vorschlag der EU-Kommission
Der Grenzausgleichsmechanismus wurde von der Europäischen Kommission am 14. Juli 2021 als Teil des Fit-for-55-Pakets vorgestellt. Gemäß dem Vorschlag sollte der Mechanismus zunächst auf Treibhausgasemissionen angewendet werden, die bei der Herstellung von Eisen und Stahl, Zement, Düngemittel, Aluminium und der Stromerzeugung anfallen. Neben CO2-Emissionen sollten auch N2O-Emissionen aus der Herstellung bestimmter Chemikalien und PFC-Emissionen aus der Aluminiumherstellung berücksichtigt werden. Der Kommissionsvorschlag sah vor, dass ab 2026 Ausgleichszahlungen für importierte Waren geleistet werden müssen. In einer Übergangsphase von 2023 bis Ende 2025 sollen Importeure die mit ihren Waren verbundenen Emissionen melden müssen, ohne einen finanziellen Ausgleich zu zahlen.

### Gesetzgebungsverfahren
Der endgültige Text der Verordnung wurde im ordentlichen Gesetzgebungsverfahren vom Europäischen Parlament und den EU-Mitgliedstaaten erarbeitet.
Am 13. Dezember 2022 einigten sich der Rat der Europäischen Union und das EU-Parlament auf einen vorläufigen Text der Verordnung. Wenige Tage später einigten sich Rat und Parlament auch auf eine Anpassung des europäischen Emissionshandels. Am 17. Mai 2023 trat die Verordnung in Kraft.
Der Grenzausgleichsmechanismus gilt seit Oktober 2023 neben den von der Kommission vorgeschlagenen Branchen auch für den Import von Wasserstoff. Bis Dezember 2025 müssen Importeure aber lediglich die auf die importierten Güter entfallenden Emissionen melden, eine Zahlung wird noch nicht verlangt. Aufgrund von Regeln der Welthandelsorganisation (WHO) können europäischen Unternehmen für Produkte, soweit auf sie eine Grenzsteuer erhoben wird, keine kostenlosen Emissionszertifikate mehr erhalten. Geplant ist eine stufenweise Einführung des Grenzausgleichs zwischen 2026 und 2034, mit einem parallelen stufenweisen Ausphasen kostenloser Zertifikate.
Am 17. August 2023 hat die Europäische Kommission detaillierte Berichtspflichten für den Übergangszeitraum des CO2-Grenzausgleichssystems verabschiedet. Dabei handelt es sich um eine Durchführungsverordnung, die die Details zur oben genannten EU-Verordnung 2023/956 festlegt.

## Geltungsbereich
Das Grenzausgleichssystem wird auf Waren in den Kategorien Aluminium, Eisen und Stahl, Düngemittel, Wasserstoff, Strom und Zement angewendet, wenn sie in das Zollgebiet der Union eingeführt werden. Für diese Warengruppen muss in einem Übergangszeitraum vom 1. Oktober 2023 bis 31. Dezember 2025 über die Einfuhr berichtet werden. Ab 1. Januar 2026 müssen für sie CBAM-Zertifikate beschafft werden. Die Kommission prüft bis 2026, ob nach dem 1. Januar 2026 weitere Warengruppen in den CBAM aufgenommen werden sollen; insbesondere für Polymere und organische Chemikalien ist eine Prüfung vorgesehen. Die kostenlose Zuteilung von Zertifikaten aus dem EU-Emissionshandelssystem (EU-EHS-Zertifikate) wird mit der Ausweitung des CBAM nach und nach abgeschafft. Produzenten, deren Waren noch nicht unter den Geltungsbereich des Grenzausgleichs fallen und die im internationalen Wettbewerb stehen, erhalten weiter kostenlose EU-EHS-Zertifikate.
Der Grenzausgleich gilt grundsätzlich für Einfuhren aus allen Staaten außerhalb der EU. Ein Staat kann von dem Grenzausgleich ausgenommen werden, wenn er am EU-Emissionshandel teilnimmt oder ein Emissionshandelssystem hat, das mit dem EU-Emissionshandel verknüpft ist (→ Linking). Dies galt bei Inkrafttreten der Verordnung im Jahr 2023 für die Staaten des Europäischen Wirtschaftsraums und die Schweiz (→ Emissionshandelssystem der Schweiz). Wenn der Strommarkt des Drittlandes mit einem Strommarkt innerhalb der EU gekoppelt ist, kann unter bestimmten Bedingungen der Stromimport vom Grenzausgleich ausgenommen werden.
Ausgenommen sind auch geringwertige Waren, einschließlich solcher in Reisegepäck.
Der EU-Grenzausgleich gilt nur für die Einfuhr von Waren in die EU, nicht jedoch für die Ausfuhr von in der EU hergestellten Waren. Es besteht die Sorge, dass die europäische Industrie durch das Ausphasen der kostenlosen Emissionszertifikate auf dem Exportmarkt benachteiligt wird. Nach der vorläufigen Einigung von Rat und Parlament soll die Kommission bis 2025 einen WTO-kompatiblen Vorschlag vorlegen, wie eine solche Benachteiligung verhindert werden kann.

## Funktionsweise
Ziel des Systems ist es, die mit der Herstellung importierter Waren verbundenen Emissionen – die so genannten grauen Emissionen –  so zu bepreisen, wie es für die Herstellung innerhalb der EU der Fall ist. Dazu muss derjenige, der Waren einführt, von den EU-Mitgliedstaaten sogenannte CBAM-Zertifikate kaufen. Ein CBAM-Zertifikat entspricht dabei den Emissionen einer Tonne CO2 oder einer äquivalenten Menge anderer Treibhausgase.
Bei der Berechnung der Menge grauer Emissionen, für die CBAM-Zertifikate zu kaufen sind, wird zwischen direkten und indirekten Emissionen unterschieden: Direkte Emissionen sind die mit der Herstellung der Waren selbst verbundenen Emissionen. Indirekte Emissionen sind die, die mit der Erzeugung des bei der Herstellung verbrauchten Stroms verbunden sind. Für bestimmte Warenkategorien werden nur die direkten Emissionen berücksichtigt, für andere direkte und indirekte. Es wird außerdem zwischen einfachen und komplexen Waren unterschieden: Einfache Waren werden nur aus solchen Vormaterialien hergestellt, die selbst ohne graue Emissionen produziert worden sind. In die Herstellung komplexer Waren hingegen gehen Vormaterialien ein, deren Herstellung ihrerseits graue Emissionen verursacht hat. Für einfache Waren müssen nur die grauen Emissionen aus der Herstellung dieser Waren selbst berücksichtigt werden. Bei komplexen Waren kommen die grauen Emissionen der Vormaterialien noch dazu.
Der Preis der CBAM-Zertifikate richtet sich nach dem Preis der EU-EHS-Zertifikate: Er ist der Durchschnitt aller Preise, zu denen in der Vorwoche am Ende eines jeden Auktionstage EU-EHS-Zertifikate verkauft wurden.
Wenn Personen Waren einführen wollen, die unter den Grenzausgleich fallen, benötigen sie eine Zulassung. In einem CBAM-Register werden alle zugelassenen Personen – die sogenannten CBAM-Anmelder – erfasst. CBAM-Anmelder müssen jährlich eine CBAM-Erklärung abgeben. Darin müssen sie die Gesamtmengen der im Vorjahr eingeführten Waren mit deren grauen Emissionen angeben. Sie müssen dann eine der Menge grauer Emissionen entsprechende Zahl an CBAM-Zertifikaten abgeben. Wenn im Ursprungsland ein CO2-Preis zu zahlen war, verringert sich die Zahl der abzugebenden CBAM-Zertifikate. Die abgegebenen Zertifikate werden gelöscht. Alle Transaktionen werden im CBAM-Register verzeichnet.
Die meisten CBAM-Zertifikate müssen CBAM-Anmelder schon im Jahr der Einfuhr kaufen: Sie müssen spätestens am Quartalsende nach der Einfuhr von Waren für 80 % der grauen Emissionen CBAM-Zertifikate halten. Sollten ein CBAM-Anmelder CBAM-Zertifikate übrig haben, kann er bis zu einem Drittel seiner im Vorjahr gekauften Zertifikate an die EU-Mitgliedstaaten zurückverkaufen. Dabei erhält der Anmelder den Preis, zu dem er die Zertifikate gekauft hat.

## Überprüfung und Berichterstattung
Der CBAM-Anmelder ist dafür verantwortlich, dass seine Erklärung von einem akkreditierten Prüfer nach von der EU-Kommission festgelegten Grundsätzen kontrolliert wird. Die Akkreditierung der Prüfer kann gemäß der Durchführungsverordnung (EU) 2018/2067 oder durch nationale Akkreditierungsstellen erfolgen. Die EU-Kommission beaufsichtigt die Prüfungen und kann selbst auf Basis einer risikobasierten Strategie CBAM-Erklärungen prüfen.
Die Kommission muss jährlich für alle vom CBAM umfassten Warenkategorien veröffentlichen, wie viel graue Emissionen mit deren Einfuhr verbunden waren. Sie muss risikobasierte Kontrollen der im CBAM-Register verzeichneten Transaktionen durchführen.
Vor Ende der Übergangsphase, bis zum 31. Dezember 2025, muss die EU-Kommission einen Bericht vorlegen. Darin muss sie u. a. darauf eingehen, ob die Ausweitung auf weitere Waren möglich ist, ob indirekte graue Emissionen in weitere Warengruppen berücksichtigt werden können oder welche Auswirkung der CBAM auf die Einfuhr von Waren aus Entwicklungsländern hat. Die Kommission muss darin auch berichten, ob die grauen Emissionen mit den Methoden berechnet werden können wie beim Umweltfußabdruck.
Nach Ende des Übergangszeitraums muss die EU-Kommission alle zwei Jahre in ihren Bericht an EU-Parlament und -Rat über den EU-Emissionshandel die Wirksamkeit des CBAM bewerten.
Erstmals spätestens bis zum 1. Januar 2028, danach alle zwei Jahre muss die Kommission über Anwendung und Funktionsweise des CBAM berichten.